# Obecná škola
Obecná škola é um filme de drama tchecoslovaco de 1991 dirigido e escrito por Jan Svěrák e Zdeněk Svěrák. Foi indicado ao Oscar de melhor filme estrangeiro na edição de 1992, representando a Tchecoslováquia.

## Elenco
- Václav Jakoubek - Eda Souček
- Radoslav Budác - Tonda
- Jan Tříska - Igor Hnízdo
- Zdeněk Svěrák - František Souček
- Libuše Šafránková - Mrs. Součková
- Rudolf Hrušínský
- Rudolf Hrušínský Jr. - Pai de Tonda
- Eva Holubová - Mãe de Tonda
- Petr Čepek - Josef Mrázek
- Boleslav Polívka
- Ondřej Vetchý
- Irena Pavlásková
- Daniela Kolářová